# Burg Horstmar
Die Burg Horstmar ist eine abgegangene hochmittelalterliche Höhenburg am nordwestlichen Ortsrand der Stadt Horstmar im Kreis Steinfurt im Nordwesten von Nordrhein-Westfalen. Die Burg liegt am Rand eines nach Norden und Osten abfallenden Geländerückens.

## Geschichte
Der Ursprung der Burg Horstmar liegt im Dunkeln, er dürfte aber deutlich vor ihrer Ersterwähnung im Jahr 1154 liegen. Die Edelherren von Horstmar, die wahrscheinlich ein Zweig des Adelsgeschlechts von Holte waren, sind urkundlich erstmals 1092 als Lehnsleute der Grafen von Cappenberg bezeugt. Unter den Herren von Horstmar ragt der Kreuzritter und Diplomat Bernhard der Gute hervor. Durch Heirat gelangte die Burg an den Grafen Friedrich von Rietberg, der nach Auseinandersetzungen die Lehnshoheit des Fürstbischofs von Münster anerkennen musste und 1269 die Herrschaft Horstmar und die Burg an das Kanonikerstift in Münster verkaufte. Die Burg war nun Zentrum des bischöflichen Amtes und Gerichtsbezirkes Horstmar. Bis ins 16. Jahrhundert blieb sie ein bevorzugter Aufenthaltsort der Bischöfe von Münster und wurde ab dem 15. Jahrhundert zur Landesfestung gegen die Grafschaft Steinfurt ausgebaut. Im Dreißigjährigen Krieg wurde die Burg 1635 auf Befehl des hessischen Leutnants Rabenhaupt zerstört.
Im Jahr 2021 führten Fachleute des Landschaftsverbandes Westfalen-Lippe (LWL) Bodenradarmessungen im Bereich der ehemaligen Burg Horstmar durch. Dabei wurden die Reste eines mächtigen Turms, des Bergfrieds, entdeckt. Die Radardaten zeigten die Grundmauern eines runden Turms mit einem Außendurchmesser von etwa 14 Metern, der offenbar frei im Burghof stand. Solche Türme gehörten vom 12. bis zum 15. Jahrhundert zum Kern jeder Burg und tragen zur Erkenntnis über die Architektur und das militärische Konzept der Burg bei. Diese neuen archäologischen Funde liefern wertvolle Informationen zur mittelalterlichen Burgenlandschaft in Westfalen.
Die Edlen von Horstmar wurden 1154 erstmals urkundlich erwähnt, ihr Ursprung reicht jedoch möglicherweise bereits bis 1092 zurück, noch ohne den Zusatz „von Horstmar“. Ihre Herrschaft erstreckte sich nicht nur über Horstmar und Umgebung, sondern umfasste auch Besitz- und Rechtsansprüche im Raum Ibbenbüren und Recke.

## Beschreibung
Am Anfang des 15. Jahrhunderts erfolgte nach dem Vorbild der übrigen Münsteraner Landesburgen ein Neubau in Form einer Kastellburg mit Ecktürmen, die zu Geschütztürmen ausgebaut wurden. Heute sind von ihr nur noch geringe Reste der Befestigung vorhanden.
Im westlichen bis nordwestlichen Bereich ist noch ein tiefer Graben erhalten, an der Ostsüdostseite ein breites Wallstück, das wahrscheinlich ein Teil eines Außenwalls war. Denn die östliche Seite der Burg dürfte aufgrund der flachen Umgebung durch einen Wall zusätzlich gesichert gewesen sein. Auf der Westseite ist der anfangs erwähnte Graben als Halsgraben aus dem hier höherliegenden Geländeteil herausgearbeitet. Vermutlich ist ein Wall in diesem Bereich nicht vorhanden gewesen. Im Südbereich fehlen heute Graben und Wall, im Ost- und Nordbereich fehlen außerdem Teile des Walls und des Burginnenbereichs, wahrscheinlich als Folge einer Materialentnahme. Östlich der Gräfte befanden sich die Wirtschaftsgebäude bestehend aus Stallungen, Backhaus, Bauhaus und Brauerei.